# Škoda ForCity Plus FCB
| ForCity Plus FCB        | 46T | 47T | 48T |
| ----------------------- | --- | --- | --- |
| 46T in Frankfurt (Oder) | | | |
| System:                 | Frankfurt (Oder) | Cottbus | Brandenburg an der Havel                                                                                                  |
| Nummerierung:           | 311–323 | 1–22 | 110–117 |
| Anzahl:                 | 13 in Auslieferung | 22 in Auslieferung | 8 in Auslieferung + 4 optional                                                                                            |
| Hersteller:             | Škoda Transportation | Škoda Transportation | Škoda Transportation |
| Plattform               | ForCity Plus | ForCity Plus | ForCity Plus |
| Baujahr(e):             | ab 2024 | ab 2024 | ab 2024 |
| Achsformel:             | Bo’2Bo’ | Bo’2Bo’ | Bo’2Bo’ |
| Spurweite:              | 1000 mm (Meterspur) | 1000 mm (Meterspur) | 1000 mm (Meterspur) |
| Länge:                  | 28 960 mm | 28 960 mm | 28 960 mm |
| Breite:                 | 2300 mm | 2400 mm | 2300 mm |
| Drehgestellachsstand:   | 1800 mm | 1800 mm | 1800 mm |
| Leermasse:              | 37,9 t | | |
| Höchstgeschwindigkeit:  | 80 km/h | 80 km/h | 80 km/h |
| Dauerleistung:          | 4 × 100 kW | 4 × 100 kW | 4 × 100 kW |
| Raddurchmesser:         | 600 mm (neu) / 520 mm (verschlissen)                                                                                      | 600 mm (neu) / 520 mm (verschlissen)                                                                                      | 600 mm (neu) / 520 mm (verschlissen)                                                                                      |
| Stromübertragung:       | Oberleitung, 1 Einholmstromabnehmer                                                                                       | Oberleitung, 1 Einholmstromabnehmer                                                                                       | Oberleitung, 1 Einholmstromabnehmer                                                                                       |
| Antrieb:                | Drehstrom-Asynchronmaschinen                                                                                              | Drehstrom-Asynchronmaschinen                                                                                              | Drehstrom-Asynchronmaschinen                                                                                              |
| Betriebsart:            | Einrichtungswagen | Einrichtungswagen | Einrichtungswagen |
| Feste Sitzplätze:       | 51 | 61 | 50 |
| Klappsitze:             | 5 | 6 | 6 |
| Stehplätze (4/m²):      | 100 | 97 | 101 |
| Niederfluranteil:       | ca. 70 % | ca. 70 % | ca. 70 % |
| Fußbodenhöhe:           | Einstieg Doppeltüren: 300 mm Niederflurbereich: 350 mm Durchgang über mittlerem Fahrwerk: 500 mm Hochflurbereiche: 786 mm | Einstieg Doppeltüren: 300 mm Niederflurbereich: 350 mm Durchgang über mittlerem Fahrwerk: 500 mm Hochflurbereiche: 786 mm | Einstieg Doppeltüren: 300 mm Niederflurbereich: 350 mm Durchgang über mittlerem Fahrwerk: 500 mm Hochflurbereiche: 786 mm |
| Belege:                 | [ 1 ] | [ 1 ] | [ 1 ] |

Als ForCity Plus FCB fasst der Hersteller Škoda die drei niederflurigen Straßenbahn-Fahrzeugtypen 46T, 47T und 48T zusammen. Diese wurden im Februar 2021 gemeinsam für die Straßenbahnen Frankfurt (Oder), Cottbus und Brandenburg an der Havel bestellt. Es handelt sich um dreiteilige Gelenkwagen mit aufgesattelten Endwagen und kurzem Mittelteil, wie Škoda sie allgemein als ForCity Plus vermarktet. Der Zusatz FCB bezieht sich auf die Anfangsbuchstaben der drei beteiligten Städte. Alle drei Typen sind als Einrichtungswagen und für meterspurige Infrastruktur ausgeführt. Wesentliche Unterschiede bestehen nur in der Wagenbreite, der Sitzanordnung und der Lackierung.

## Beschaffung
Die Überlegungen zur gemeinsamen Beschaffung neuer Fahrzeuge begannen 2012. Zunächst waren daran auch die Betreiber der Straßenbahnen Schöneiche bei Berlin und Görlitz beteiligt. Für Schöneiche ergab sich jedoch eine andere Möglichkeit zur Beschaffung verhältnismäßig neuer Fahrzeuge und die Görlitzer Verkehrsbetriebe schrieben stattdessen gemeinsam mit den Leipziger Verkehrsbetrieben und den Städtischen Verkehrsbetrieben Zwickau die Sächsische Plattform aus. Nach einer Förderzusage des Landes Brandenburg konnten die Unternehmen aus Frankfurt (Oder), Cottbus und Brandenburg an der Havel das Projekt offiziell starten.
In der im Juni 2018 veröffentlichten Ausschreibung waren 13 Fahrzeuge für Frankfurt, 20 für Cottbus (davon 13 optional) und 12 für Brandenburg (davon acht optional) vorgesehen. Im November 2022 löste Cottbusverkehr nicht nur die Option ein, sondern bestellte darüber hinaus zwei zusätzliche Fahrzeuge per Direktvergabe. Diese werden benötigt, weil Cottbusverkehr vom ÖPNV-Aufgabenträger dazu verpflichtet wurde, das Streckennetz auszubauen und Taktverdichtungen vorzunehmen. Begründet wurde die Direktvergabe mit verschiedenen betrieblichen und wirtschaftlichen Nachteilen, die sich aus einer abweichenden Fahrzeugserie von zwei Exemplaren ergeben würden, wie sie Ergebnis einer gesonderten Ausschreibung sein könnte. Im Dezember 2024 lösten die Verkehrsbetriebe Brandenburg an der Havel die Hälfte ihrer Option ein. Mit der gemeinsamen Ausschreibung hatten die drei Unternehmen angestrebt, einen relativ günstigen Preis von 2,5 Mio. Euro pro Fahrzeug zu erzielen. Dieser Rahmen wurde für den ursprünglichen Auftragsumfang eingehalten.
Gegen die Vergabe an Škoda hatte ein unterlegener Anbieter Beschwerde eingelegt. Obwohl das Oberlandesgericht Brandenburg diese bereits Anfang Juni 2020 zurückwies, erfolgte die endgültige Auftragserteilung erst im Februar 2021. Noch zum Jahreswechsel 2020/2021 wurde berichtet, der Auftrag betreffe ForCity-Smart-Fahrzeuge in einer Konfiguration mit einem auf zwei Drehgestellen laufenden Mittelteil.

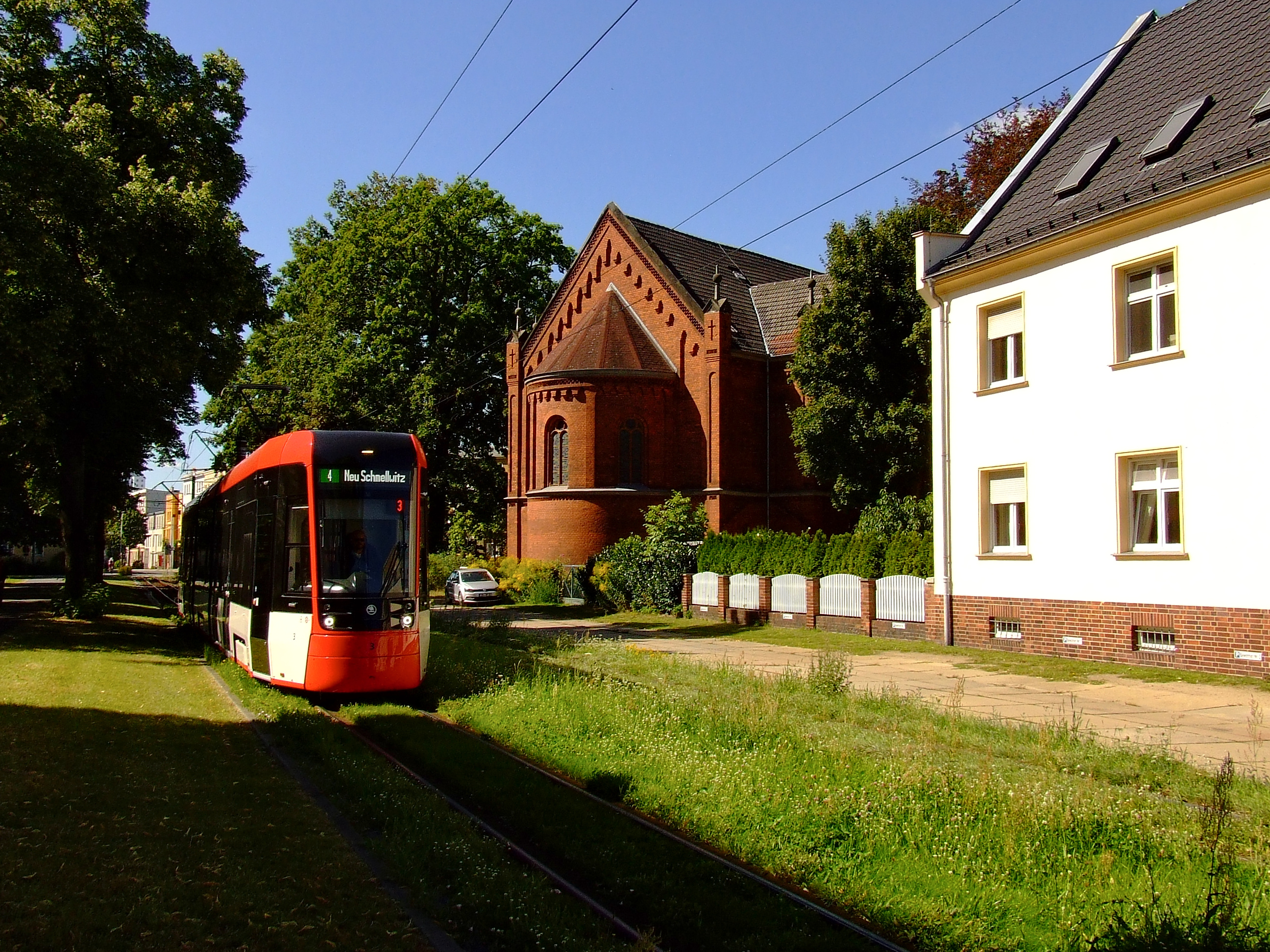
47T in Cottbus

Alle drei Städte erhielten ihr erstes Fahrzeug im Jahr 2024, beginnend mit dem ersten 46T für Frankfurt (Oder) im April. Im Juni folgte der erste 47T für Cottbus und im Dezember schließlich der erste 48T für Brandenburg an der Havel. Die Aufnahme des Fahrgastbetriebs erfolgte zuerst in Frankfurt (Oder) im Juni 2025. Die Cottbuser Fahrzeuge erhielten ihre Zulassung im August 2025.

## Technik
In der Ausschreibung wurden 27 bis 29 Meter lange Fahrzeuge gefordert, die unter jedem Wagenteil ein Drehgestell haben. Unter Drehgestellen wurden dabei frei oder bedingt ausdrehbare Fahrwerke mit einer weitgehenden Entkopplung von den Massenträgheitsmomenten der Wagenkästen verstanden. Die Wagenkästen sollten in selbsttragender Stahlbauweise hergestellt werden. Als Nutzungsdauer sind mindestens 40 Jahre oder 2,5 Mio. Kilometer vorgesehen.
Die Wagenbreite beträgt bei den Typen 46T und 48T (Frankfurt und Brandenburg) 2300 mm, beim 47T (Cottbus) dagegen 2400 mm. Aufgrund der geringeren Breite wurde beim 46T und 48T die Anordnung von Doppelsitzen beidseits des Gangs vermieden. Der Abstand zwischen den Drehpunkten der Enddrehgestelle und der Gelenke beträgt 6965 mm. Derjenige zwischen den beiden Gelenkdrehpunkten des Mittelteils ist mit 6 Metern ungewöhnlich lang für diese Gelenkwagenbauform. So sind die Fahrzeuge insgesamt nur ungefähr drei Meter kürzer als die fünfteiligen ForCity-Plus-Varianten für Bratislava und Prag. Die Leermasse der Fahrzeuge liegt, bezogen auf die Grundfläche, zwischen den typischen Werten von Multigelenk- und Drehgestellwagen.
Die beiden Endwagenteile laufen auf je einem Triebdrehgestell, welches um 15° gegenüber dem Wagenkasten ausdrehbar ist. Das Laufdrehgestell unter dem Mittelteil ist dagegen nur um 3° ausdrehbar. Um trotz des Einrichtungsbetriebs eine möglichst gleichmäßige Abnutzung erreichen zu können, können die Drehgestelle in der Werkstatt um 180° gedreht werden. Die Drehgestellrahmen bestehen aus verschweißten Gussstahlteilen. Für die Primärfederung zwischen Radsatz und Drehgestellrahmen werden Gummimetallelemente verwendet, für die Sekundärfederung zwischen Rahmen und Wagenkasten Schraubenfedern aus Stahl. Jeder Radsatz besteht aus einer durchgehenden Radsatzwelle mit aufgepressten gummigefederten Rädern.
Die vollständig abgefederten Antriebe sind längs an den Seiten der Triebdrehgestelle angeordnet. Jede der vier luftgekühlten Drehstrom-Asynchronmaschinen treibt einen Radsatz an. Es werden jeweils die beiden Motoren eines Triebdrehgestells von einem Wechselrichter gespeist.
Der Fußboden liegt in den Niederflurbereichen der beiden Endwagenteile (jeweils zwischen Drehgestell und Gelenk) auf einer Höhe von 350 mm über der Schienenoberkante. In diesen Bereichen sind jeweils zwei Doppeltüren angeordnet, die eine bei Niederflurstraßenbahnwagen übliche lichte Weite von 1300 mm aufweisen. Zu diesen hin ist der Fußboden mit einer Rampenneigung von 6 % leicht abgesenkt auf 300 mm. Um den Bereich über den Triebdrehgestellen zu erreichen, müssen dagegen zwei Stufen überwunden werden. Dort liegt der Fußboden hochflurig auf 786 mm. Jeweils zwischen Triebdrehgestell und Wagenende ist noch eine 800 mm breite Einzeltür mit dreistufigem Einstieg angeordnet.

Über dem mittigen Laufdrehgestell ist der Durchgang stufenfrei. Da die Fußbodenhöhe auf 500 mm liegt, sind jedoch Rampen notwendig. Seitlich des Gangs liegt der Boden zwischen den Radkästen zusätzlich um 120 mm erhöht. Wenn beidseitig nur überbreite Einzelsitze angeordnet sind, beträgt die Gangbreite in diesem Bereich 720 mm. Gibt es auf einer Seite stattdessen Doppelsitze, beträgt sie nur 540 mm.

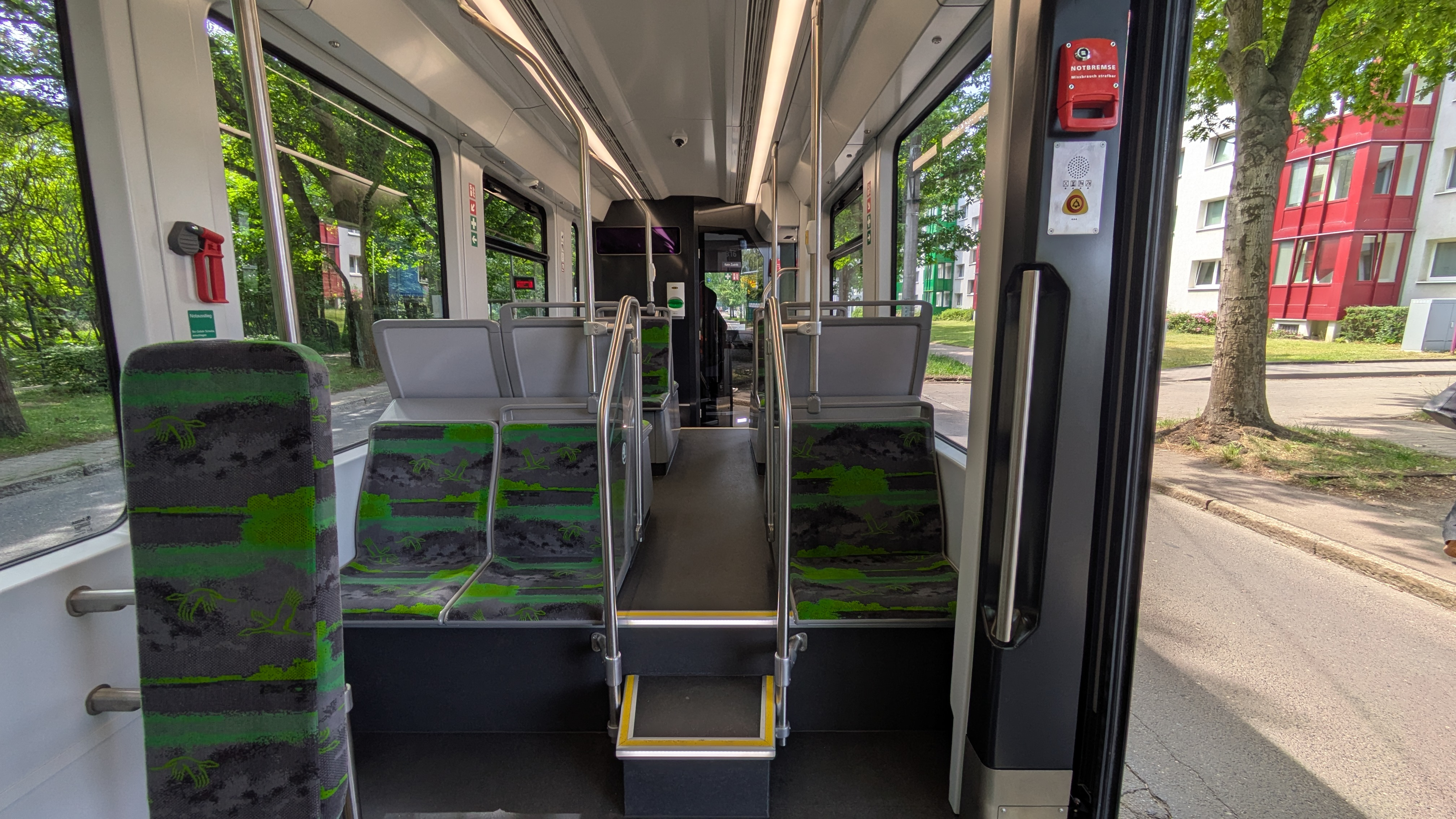
Fahrgastraum über dem führenden Drehgestell eines 46T
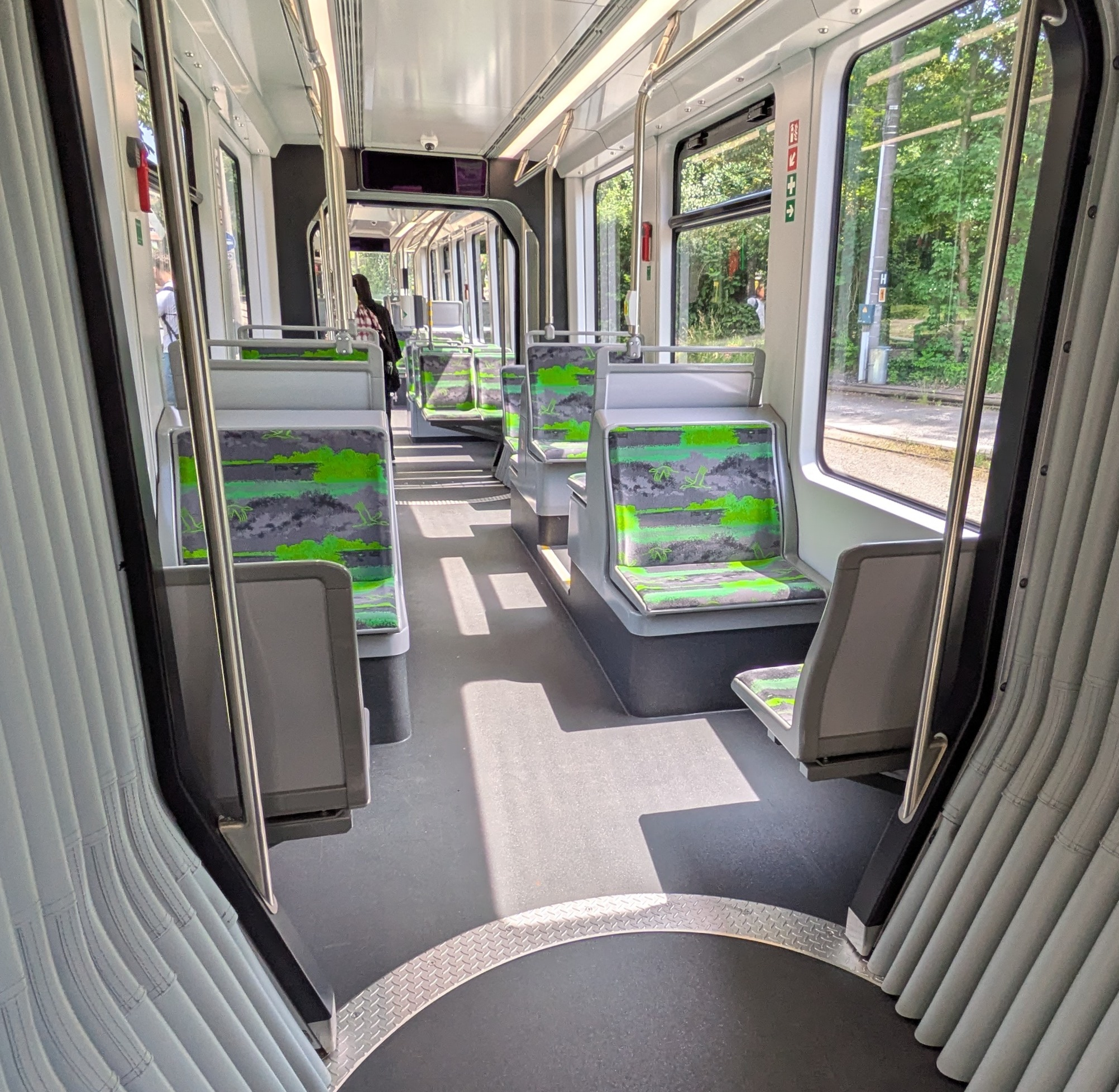
Fahrgastraum im Mittelteil eines 46T
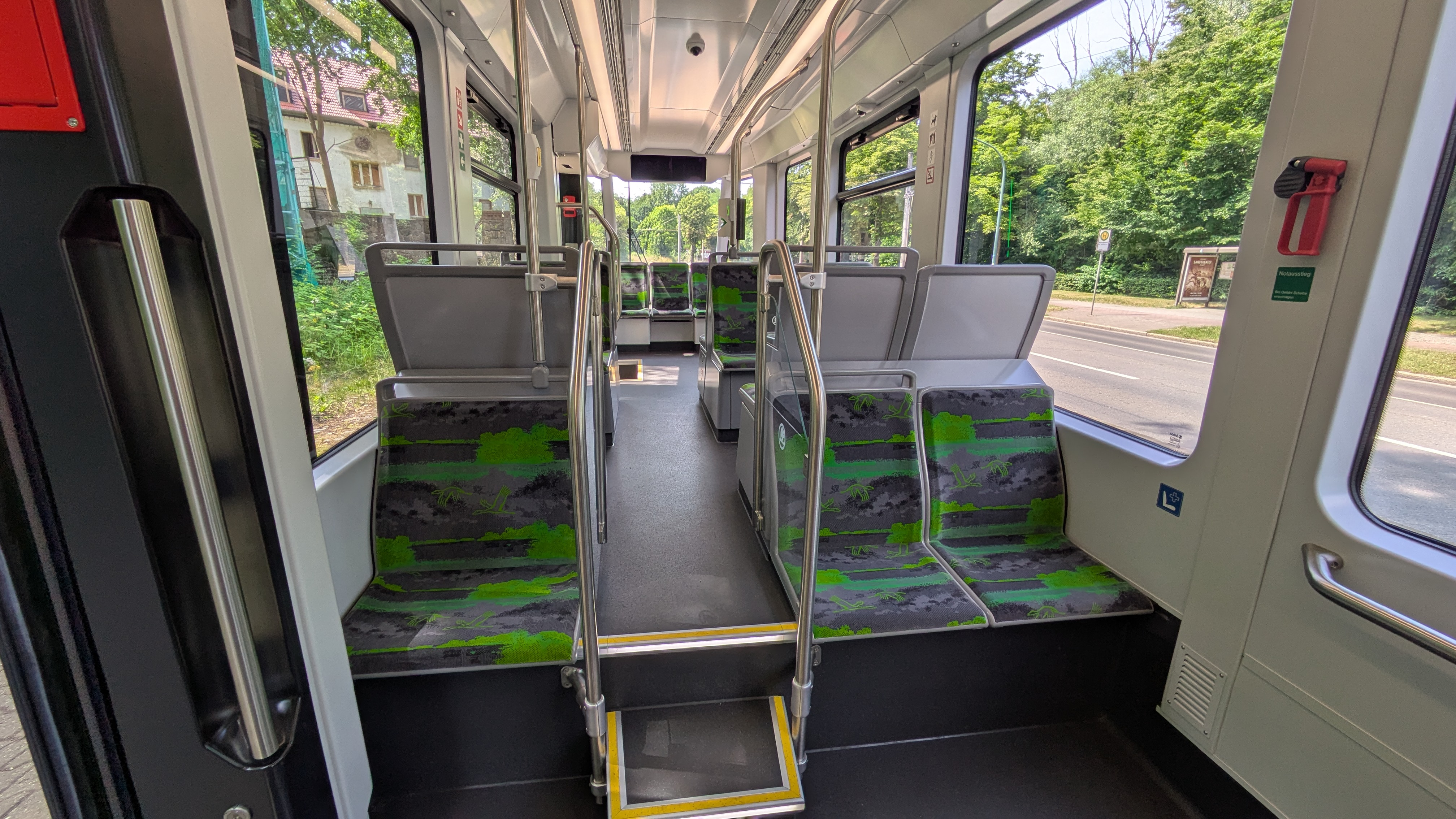
Fahrgastraum über dem hinteren Drehgestell eines 46T